# Suchopýrek trsnatý

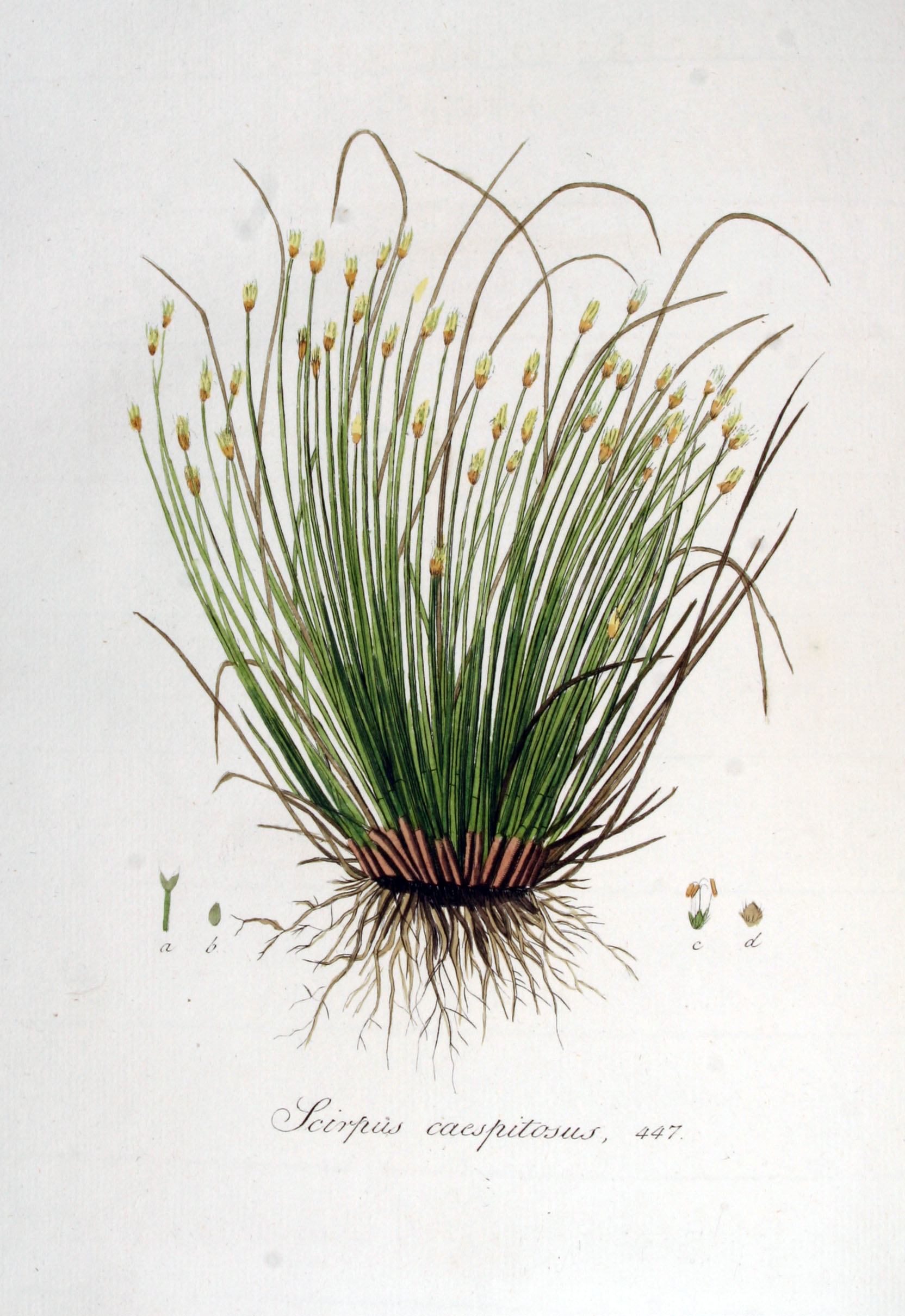
Zobrazení suchopýrku trsnatého

Suchopýrek trsnatý (Trichophorum cespitosum) je vlhkomilná rostlina, jeden ze dvou druhů rodu suchopýrek, které v české přírodě rostou. Druh je rozšířen v severních oblastech mírného pásu Evropy, Asie a Severní Ameriky. V České republice je tento původní druh na ústupu a jen vzácně se vyskytuje na Šumavě, v Krkonoších a Jizerských horách.

## Ekologie
Roste na kyselých půdách v oligotrofních rašeliništích, slatinách, bažinách i na zamoklých, na humus bohatých loukách u břehů vodních nádrží nebo vodních toků, jakož i podél silnic a železničních náspů, někdy až do nadmořské výšky 2000 metrů.

## Popis
Vytrvalá, ve velkých trsech rostoucí rostlina, jejíž lodyhy vyrůstají z krátkého, nevětveného oddenku s vláknitými kořeny. Lodyhy bývají vysoké 5 až 20 cm, rýhované, na průřezu kruhové a vespod jsou objaté otevřenými pochvami. Listy jsou redukované na otevřené, žlutohnědé pochvy, jen nejvyšší pochva je zelená, uzavřená a ční z ní tuhá, krátká a úzká čepel. Fotosyntetickou funkci přebírá hlavně lodyha.
Na vrcholu lodyhy vyrůstá jediný, asi 5 mm dlouhý a 3 mm široký klásek, pod kterým je krátký listen. Klásek má tři až sedm hnědých, podlouhle vejčitých pluch, z nichž nejspodnější je protažena v tuhou, zelenou špičku o délce klásku. Oboupohlavné kvítky vyrůstající z úžlabí pluch obsahují pět až šest štětinek nahrazující okvětí, tři tyčinky s prašníky dlouhými asi 2 mm a trojplodolistý svrchní semeník s čnělkou dělenou do tři blizen. Plody jsou až 2 mm dlouhé, hladké nažky trojbokého tvaru se zobánkem a chmýrem z trvalého okvětí. Dobu, po kterou jsou schopné vyklíčit, mají kratší něž rok. Kvetou od května do srpna, opylovány jsou větrem. Ploidie druhu je 2n = 104.

## Ohrožení
Mnoho původních stanovišť, kde suchopýrek trsnatý rostl, je zlikvidováno. Vlhká místa byla odvodněna a vysušena, nebo jsou biologicky změněna splachy hnojiv z okolních polí. Proto byl v „Červeném seznamu cévnatých rostlin České republiky z roku 2012“ ohodnocen jako ohrožený druh (C3).

## Galerie

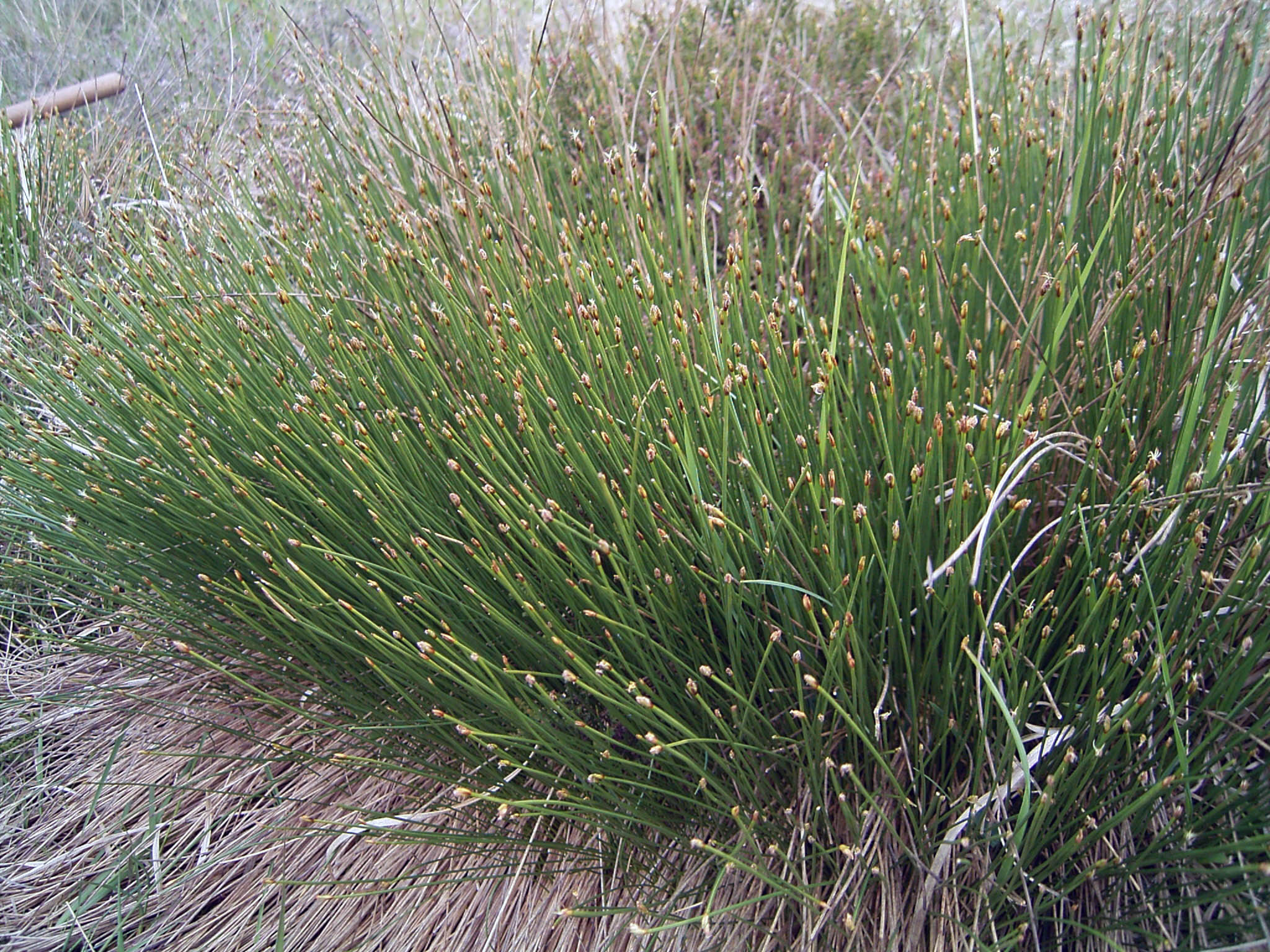
Kvetoucí trs
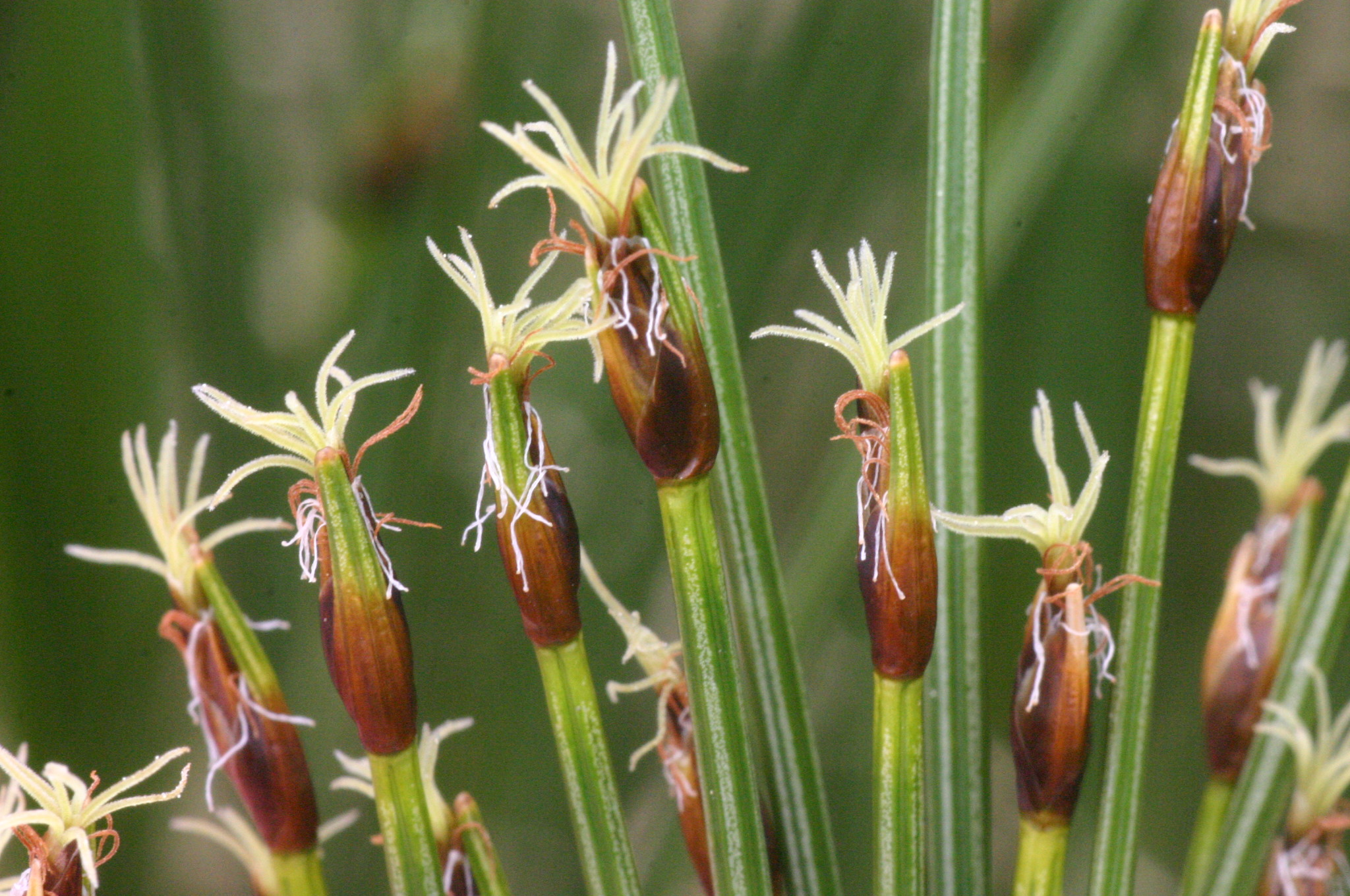
Kvetoucí klasy
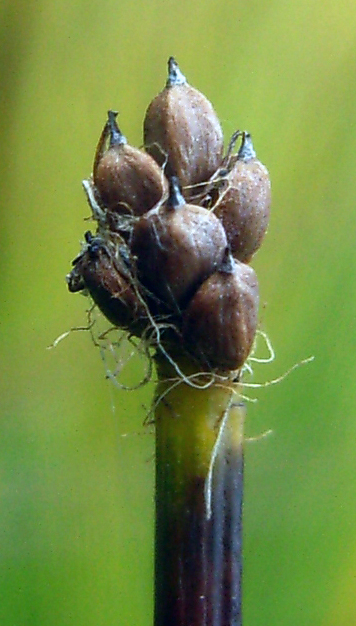
Zralé nažky
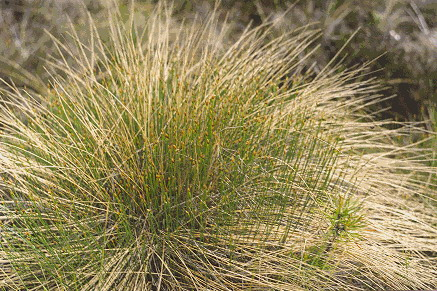
Odkvetlý trs